# Список епізодів мультсеріалу «Аватар: Легенда про Корру»
«Аватар: Легенда про Кору» (англ. The Legend of Korra) — американський анімаційний серіал, продовження мультсеріалу «Аватар: Останній захисник», створеного Майклом Данте ДіМартіно і Брайаном Коніецко в 2005 році. Дії сиквела розгортаються на 70 років пізніше подій оригінального серіалу, розповідь ведеться навколо нового аватара Кори, що освоїла магію всіх стихій.

## Огляд сезонів
«Легенда про Кору» спочатку задумана як 12-серійний міні-серіал. Однак Nickelodeon розширив рамки проекту до цілого сезону з 26 епізодів, а в липні 2012 - до двох сезонів з 26 серій у кожному. Незважаючи на це творці серіалу і раніше розробляють сюжетну лінію як що складається з чотирьох окремих «книг», до складу яких входять 12-14 епізодів («глав») із самобутнім сюжетом в кожній частині. Всього намічено чотири «книги».
| Книги | Книги    | Глави | Вихід в ефір США | Вихід в ефір США  | Вихід в ефір Україна | Вихід в ефір Україна |
| Книги | Книги    | Глави | Прем'єра сезону  | Фінал сезону      | Прем'єра сезону      | Фінал сезону         |
| ----- | -------- | ----- | ---------------- | ----------------- | -------------------- | -------------------- |
| 1     | Повітря  | 12    | 14 квітня 2012   | 23 червня 2012    | 18 березня 2013      | 22 березня 2013      |
| 2     | Духи.    | 14    | 20 вересня 2013  | 16 листопада 2013 | 18 жовтня 2014       | 18 жовтня 2014       |
| 3     | Переміна | 13    | 27 червня 2014   | 22 серпня 2014    | 13 травня 2015       | 17 травня 2015       |
| 4     | Баланс   | 13    | 3 жовтня 2014    | 19 грудня 2014    | 24 січня 2016        | 28 січня 2016        |

## Книга 1: Повітря (2012/2013)
| № | #  | Назва                                                                | Режисер                       | Сценарист                             | Дата показу в США | Дата показу в Україні | Код серії | Глядачі США (миліони) |
| --- | -- | -------------------------------------------------------------------- | ----------------------------- | ------------------------------------- | ----------------- | --------------------- | --------- | --------------------- |
| 1 | 1  | «Welcome to Republic City» «Ласкаво просимо в Республіканське місто» | Хуакін Дос Сантос Ки Хьян Руі | Майкл Данте ДіМартіно Брайан Конієцко | 14 квітня 2012    | 18 жовтня 2014        | 101       | 4.49                  |
| 2 | 2  | «A Leaf in the Wind» «Лист на вітрі»                                 | Хуакін Дос Сантос Kі Хьян Руі | Майкл Данте ДіМартіно Брайан Конієцко | 14 квітня 2012    | 18 жовтня 2014        | 102       | 4.49                  |
| Koра зупиняється в Храмі Повітря у свого нового вчителя Тензіна. Однак навчання дається важко. Щоб відволіктися, Корра відвідує знамениту Арену, де тут же знайомиться з двома братами, Maкo і Болін, виступаючими в змаганнях магів різних стихій. Тензин не бажає, щоб Корра звертала увагу на Арену магів, через що вони постійно сваряться. Бажаючи допомогти братам, ризикують вибути з Турніру, так як вони залишилися без третього учасника - мага Води, Корра приєднується до їх команди як маг Води, Тензин прибулий на Турнір, щоб забрати Коррі, помітивши, що вона засвоїла уроки Магії Повітря і застосовує нові навички на Арені, дозволяє їй брати участь у матчах. |    |                                                                      |                               |                                       |                   |                       |           |                       |
| 3 | 3  | «The Revelation» «Одкровення»                                        | Хуакін Дос Сантос Kі Хьян Руі | Майкл Данте ДіМартіно Брайан Конієцко | 21 квітня 2012    | 18 жовтня 2014        | 103       | 3.55                  |
| Команда «Вогненних Хорків» переживає не найкращі часи: якщо вони не внесуть грошовий внесок за участь у Турнірі, то будуть з нього виключені. Болін намагається трохи заробити, влаштовуючи вуличні вистави за участю свого тхора Паббо, і зустрічає одного з членів банди «Тріада Потрійна загроза», який пропонує йому добре заплатити за «незначне» дільце. В результаті члени банди і Болин викрадені зрівнювачами. Кора і Мако намагаються їх зупинити, але зрівнювачі, використовуючи блокування Чі, знешкоджують їх обох і йдуть. Розпитавши пропагандиста Амона, друзі знаходять місце зустрічі зрівнювач, де має проходити збори прихильників Амона під кодовою назвою «Об'явлення», на якому Амон продемонструє своє таємне вміння вилучати магічну силу магів. Насилу відбившись від зрівнювач, друзі рятують Болина і тікають. |    |                                                                      |                               |                                       |                   |                       |           |                       |
| 4 | 4  | «The Voice in the Night» «Голос в ночи»                              | Хуакін Дос Сантос Kі Хьян Руі | Майкл Данте ДіМартіно Брайан Конієцко | 28 квітня 2012    | 18 жовтня 2014        | 104       | 4.08                  |
| Радник Таррлок висуває ідею створення спецзагону, метою якого стане боротьба з Амоном і урівнювачами. Незважаючи на протести Тензіна, Рада дає Таррлоку згоду. Таррлок усіма силами намагається заманити в свій загін Кору, і на званому вечорі за допомогою журналістів йому вдається зіграти на її самолюбстві. В результаті Кора приєднується до партії Таррлока, яка бореться за позбавлення міста від зрівнювачів. Тим часом Мако знайомиться з Асамі Сато, батько якої обіцяє профінансувати команду «Хорків». Успішно нейтралізувавши одну з точок Амона, Кора легковажно викликає його на дуель, виступивши по радіо. Але Амон приходить не один і застає її зненацька. Він не збирається позбавляти Аватара сили або вбивати, побоюючись, що після цього маги всіх країн і елементів об'єднаються проти нього.... |    |                                                                      |                               |                                       |                   |                       |           |                       |
| 5 | 5  | «The Spirit of Competition» «Дух змагання»                           | Хуакин Дос Сантос Ки Хьян Руи | Майкл Данте ДіМартино Брайан Конієцко | 5 травня 2012     | 18 жовтня 2014        | 105       | 3.78                  |
| Кора йде з спецзагону Таррлока і готується до Турніру на Арені. Вона починає відчувати почуття до Мако і зізнається йому в цьому. Але Мако любить Асами, хоч і не може розібратися в почуттях до Кори, яка, в свою чергу, стає об'єктом залицянь Болина. Корра весело проводить з ним час, але після одного з матчів Болин стає свідком поцілунку Мако і Кору, що неймовірно його засмучує і сердить Мако. Команда втрачає свою згуртованість в поєдинках на Арені і ризикує вибути з Турніру, в останній момент Кора поодинці відправляє суперників в нокаут і «Вогненні Тхори» перемагають у півфіналі, Кора нарешті мириться з братами. Тепер їм залишилася обіграти команду-чемпіонів, які виграли останні три турніру ... |    |                                                                      |                               |                                       |                   |                       |           |                       |
| 6 | 6  | «And the Winner is…» «І переможцями стають…»                         | Хуакін Дос Сантос Kі Хьян Руі | Майкл Данте ДіМартіно Брайан Конієцко | 12 травня 2012    | 18 жовтня 2014        | 106       | 3.88                  |
| Друзі готуються до фінального матчу з командою «Летючі вовки», але несподівано чують виступ Амона по радіо, який рекомендує скасувати захід для уникнення наслідків. Заручившись підтримкою Лін Бей Фонг, друзі вмовляють Раду не скасовувати матч. Крім цього Корра дізнається, що колись Тензин і Лін зустрічалися, але потім Тензин вибрав Пему. Фінальний матч наближається, поліція магів Металу щільно оточує будівлю Арени, щоб не допустити проникнення зрівнювач. «Вовки», підкупивши суддю, обігрують «Тхорів» за допомогою заборонених і брудних прийомів. Несподівано зрівнювачі, що пройшли під видом глядачів, за допомогою незвичайних електричних рукавичок оглушують Лін, Тензіна і всіх магів Металу. Амон на очах у глядачів позбавляє «Вовків» їх сил, підриває арену і йде на захопленому дирижаблі, заявивши, що зрівнювачі не ховатимуться в тіні і готові «перебудувати» Республіканське Місто. Корра і Лін Бей Фонг б'ються з Лейтенантом і урівнювачами на даху Арени. Корра перемагає Лейтенанта, але провалюється крізь скляний дах, Лін залишає дирижабль Амона і рятує її. Тензин доходить висновку, що тепер війна між магами і урівнювачами неминуча. |    |                                                                      |                               |                                       |                   |                       |           |                       |
| 7 | 7  | «The Aftermath» «наслідок»                                           | Хуакін Дос Сантос Kі Хьян Руі | Майкл Данте ДіМартіно Брайан Конієцко | 19 травня 2012    | 18 жовтня 2014        | 107       | 3.45                  |
| Мако і Болін вимушено переїжджають в особняк Асамі. Кора засмучена цим, але проте намагається потоваришувати з Асамі і приходить до неї в гості. Тим часом Поліція міста на чолі з Лін Бей Фонг виявляють на підприємство «Капуста Ико» рукавички-електрошокери та листівки з зображенням Амона. В гостях Корра чує розмову Хіроші Сато, з якого вона розуміє, що Сато пов'язаний з урівнювачами. Розповіді про розмову підприємця Лін і Тензіну, Корра дізнається, що колись маг Вогню з «Тріади» убив дружину Сато. Обшук на підприємствах Сато нічого не дає. Мако і Асамі встають на захист Сато, що викликало напруженість між Корою і Мако. Один з працівників Сато повідомляє, що під його особняком знаходиться фабрика, на якій створюють нову зброю проти магів. Кора, Лін, Тензин і загін поліції знаходять в майстерні Сато підземний хід, спустившись по якому виявляють досить незвичайні конструкції схожі на роботів. Несподівано з'являються зрівнювачі на чолі з Хіроші. На своїх бойових машинах вони нападають на Корц та інших магів. Мако і Болін намагаються врятувати Тензіна, Лін і Кору, але шлях їм перекривають Сато і Лейтенант. Асамі замість того, щоб убити Мако і Боліна, глушить свого батька і Лейтенанта, рятуючи Аватара від полону. Лін, зазнавши поразки, вирішує піти у відставку і зловити Амона своїми силами. |    |                                                                      |                               |                                       |                   |                       |           |                       |
| 8 | 8  | «When Extremes Meet» «Коли зустрічаються Крайності»                  | Хуакін Дос Сантос Kі Хьян Руі | Майкл Данте ДіМартіно Брайан Конієцко | 2 червня 2012     | 18 жовтня 2012        | 108       | 2.98                  |
| Кора свариться з членом ради, Таррлоком, а зрівнювачі продовжують активну діяльність. Мако, Асамі, Болін і Корра вирішують створити свою Команду Аватара і перемогти зрівнювачів. Взявши машину, вони відправляються патрулювати вулиці. Таррлок і поліція заарештовують невинних людей, Корра намагається їх захистити, але Таррлок заарештовує її друзів, і Корі доводиться відступити. Увечері Кора приходить до Тарлока з'ясувати стосунки. Між ними спалахує бійка. Кора перемагає, але Таррлок, використовуючи магію крові, перемагає Кору і таємно відвозить її в гори. |    |                                                                      |                               |                                       |                   |                       |           |                       |
| 9 | 9  | «Out of the Past» «Послання з минулого»                              | Хуакін Дос Сантос Ки Хьян Руі | Майкл Данте ДиМартино Брайан Конієцко | 9 червня 2012     | 18 жовтня 2014        | 109       | 3.58                  |
| Таррлок звинувачує у викраденні Кори зрівнювачів. Лін Бей Фонг забирає друзів Кори з в'язниці. Разом з Тензіном вони проникають в притулок зрівнювачів і з'ясовують, що напад на Ратушу - не їхня рук справа. Тензин розуміє, що вся ця історія вигадана Таррлоком з метою відвести від себе підозри. Тим часом Кора, замкнена в металевому коробі, медитує і дізнається, що її минуле втілення - Аватар Аанг - вже стикався з міццю магії крові. Сильний маг Води, якого звали Якон, міг використовувати магію Крові в будь-який час доби, тероризуючи жителів Республіканського міста. В кінці судового засідання Якон підпорядкував і оглушив за допомогою Магії Крові всіх суддів, але Аанг переміг його і позбавив магії. Тим часом Таррлока видає його власний помічник, і він збігає в гори. Кора розуміє, що Таррлок - син Якона, Тарлок підтверджує це, заявивши, що вирішив завоювати владу по-своєму, ставши рятівником міста. З'являється Амон, на якого не діє Магія Крові, і він позбавляє Таррлока його сили. Корі вдається втекти в ліс, де її знаходить Нага. |    |                                                                      |                               |                                       |                   |                       |           |                       |
| 10 | 10 | «Turning the Tides» «Перелом»                                        | Хуакін Дос Сантос Kі Хьян Руі | Майкл Данте ДіМартіно Брайан Конієцко | 16 червня 2012    | 18 жовтня 2014        | 110       | 3.54                  |
| Зрівнювачі починають повномасштабну атаку на місто. Тензіна рятує від полону команда Аватара. Поліція намагається чинити опір, але зазнає поразки. Тензін встигає передати повідомлення Об'єднаним силам. Дирижаблі Амона атакують Храм Повітря. У Пеми починаються пологи. Лін Бей Фонг за допомогою дітей Тензіна відбиває атаку Лейтенанта і зрівнювачів. У Тензіна і Пеми народжується син. Але до острова летять все нові і нові дирижаблі. Тензин з сім'єю і Корра з командою залишають острів. Два дирижабля переслідують бізона Угі. Лін, розуміючи, що їм не втекти від погоні, атакує дирижаблі. Їй вдається збити один корабель, але на другому її оглушують електрикою. Вона не бачить Кору, і Амон забирає її магію. Флот Об'єднаних сил на чолі з генералом Айро висувається в бік Республіканського міста. |    |                                                                      |                               |                                       |                   |                       |           |                       |
| 11 | 11 | «Skeletons in the Closet» «Скелети в шафі»                           | Хуакін Дос Сантос Kі Хьян Руі | Майкл Данте ДиМартино Брайан Конієцко | 23 червня 2012    | 18 жовтня 2014        | 111       | 3.68                  |
| Команда Аватар живе в колекторі з волоцюгами, очікуючи прибуття генерала Айро. Мако і Корра відчувають все більшу близькість один до одного. Флот генерала Айро знищений новими винаходами Сато (морські міни і Біплан літаки, які скидали на кораблі Авіаційна бомба і Торпеда) . Айро врятувався і по радіо попереджає про небезпеку Бумі, брата Тензіна, що йде на виручку з другим флотом . Команда ділиться на дві частини: Нага, Болін, Асамі, Айро атакують летовище, а Мако і Корра відправляються в Храм Повітря під виглядом зрівнювачів. На горищі Кора і Мако зустрічають Таррлока, і він розповідає хлопцям правду про Амона. Насправді Амон - брат Таррлока, його звуть Ноатак і, найголовніше, він - маг води і маг крові. У Мако і Коррі є перевага перед Амоном. |    |                                                                      |                               |                                       |                   |                       |           |                       |
| 12 | 12 | «Endgame» «Кінець гри»                                               | Хуакін Дос Сантос Kі Хьян Руі | Майкл Данте ДиМартино Брайан Конієцко | 23 червня 2012    | 18 жовтня 2014        | 112       | 3.68                  |
| Болін, Асамі і Айро знаходять таємне летовище зрівнювачів. Айро захоплює літак і переслідує ворога, Болін руйнує летовище, Асамі вступає в сутичку на меха-танках з батьком. За допомогою Боліна і Нагі Асамі перемагає. Айро знищує літаки зрівнювач, рятуючи флот Бумі. Кора і Мако йдуть на арену, щоб викрити Амона, але той відмітає всі звинувачення Аватара. Амон, збираючись позбавити світ від магії повітря, хоче позбавити сім'ю Тензіна їх сили. Кора і Мако рятують магів повітря. Амон, використовуючи магію крові, захоплює Кору і Мако, після чого позбавляє Аватара магії землі, води і вогню. Мако вдається оглушити Амона блискавкою і намагається врятувати Кору. Амон наздоганяє їх і збирається позбавити Мако його магії. Кора нарешті підкорює повітря і викидає Амона в річку. Під дією води з його обличчя сходить фарба, що імітує шрами, нібито нанесені магією Вогню. Щоб не потонути, Амон змушений вдатися до магії води, викриваючи себе перед зрівнювачами. Ноатак звільняє Таррлока, і вони разом біжать на катері, але Таррлок вбиває Амона і себе самого, підриваючи їх катер. Кора в сум'ятті. Після того, як Амон забрав у неї здібності до магії води, землі і вогню, вона втратила можливість стати Володарем всіх чотирьох. В цей момент їй з'являється Аанг, повертає Корі загублені здібності.                |    |                                                                      |                               |                                       |                   |                       |           |                       |

## Книга 2: Духи (2013/2014)
| № | #  | Назва                                                | Режисер   | Сценарист             | Дата показу в США | Дата показу в Україні | Код серії | Глядачі США (мільйони) |
| --- | -- | ---------------------------------------------------- | --------- | --------------------- | ----------------- | --------------------- | --------- | ---------------------- |
| 13 | 1  | «Rebel Spirit» «Бунтівний дух»                       | Колін Хек | Тім Хедрікс           | 21 вересня 2013   | 18 жовтня 2014        | 113       | 2.60                   |
| Пройшло півроку після подій «першої книги». Корра освоює магію повітря під керівництвом Тензіна, Мако знайшов себе в силах охорони правопорядку, Болін продовжує займатися пробендінгом, а Асамі намагається врятувати компанію батька. Команда Кори разом з Тензіном і його сім'єю відправляється в Південне Плем'я Води на Крижаний фестиваль духів. Там вони зустрічають Уналака, дядю Кори і вождя Північного Племені Води, який бажає, щоб Аватар навчався у нього. |    |                                                      |           |                       |                   |                       |           |                        |
| 14 | 2  | «The Southern Lights» «Південне сяйво»               | Ян Грехам | Джошуа Гамільтон      | 21 вересня 2013   | 18 жовтня 2014        | 114       | 2.60                   |
| Кора і Вождь Уналак шукають джерело великої духовної сили. Аватар дізнається історію свого батька і погоджується з планом Уналака відкрити південний портал в світ духів ... |    |                                                      |           |                       |                   |                       |           |                        |
| 15 | 3  | «Civil Wars, Part 1» «Громадянські війни. частина 1» | Колин Хек | Майкл Данте ДіМартіно | 21 вересня 2013   | 18 жовтня 2014        | 115       | 2.19                   |
| Кора намагається залишатися на нейтральній стороні, коли між Північним і Південним полюсом займаються нові вогнища ворожості. |    |                                                      |           |                       |                   |                       |           |                        |
| 16 | 4  | «Civil Wars, Part 2» «Громадянські війни. частина 2» | Ян Грехам | Майкл Данте ДіМартіно | 28 вересня 2013   | 18 жовтня 2014        | 116       | 2.38                   |
| Кора повинна боротися за свободу своїх батьків, яких неправомірно заарештували. Вона допомагає батькові втекти з в'язниці, але відтепер він змушений переховуватися ... |    |                                                      |           |                       |                   |                       |           |                        |
| 17 | 5  | «Peacekeepers» «Миротворці»                          | Колін Хек | Тим Хедрікс           | 5 октября 2013    | 18 жовтня 2014        | 117       | 1.10                   |
| Кора шукає військової підтримки у Республіканського міста. Але президент міста не хоче загострювати конфлікт. «Північне плем'я води» підриває культурний центр південного племені. Мако дізнається в нападників бандитів з Агні Кай. Президент заважає Корі поговорити з генералом Айро. Мако рве відносини з Корою. Кора б'ється з темним духом і програє ... |    |                                                      |           |                       |                   |                       |           |                        |
| 18 | 6  | «The Sting» «Приманка»                               | Ян Грехам | Джошуа Гамільтон      | 12 жовтня 2013    | 18 жовтня 2014        | 118       | 1.95                   |
| Пропадає п'яте транспортне судно з вантажем мехатанків, відправлене на Південний полюс. Мако і Асами готують корабель-приманку, для охорони корабля наймають бандитів з Потрійної Загрози. Але їх план провалюється ... Кора потрапляє до мудреців вогню. |    |                                                      |           |                       |                   |                       |           |                        |
| 19 | 7  | «Beginnings: Part 1» «Початок Почав. Частина 1»      | Колин Хек | Майкл Данте ДіМартіно | 19 жовтня 2013    | 18 жовтня 2014        | 119       | 1.73                   |
| Втратившу пам'ять Кору доставляють в святилище мудреців вогню, де вона встановлює зв'язок з попередніми втіленнями аватара, аж до першого аватара Вана. |    |                                                      |           |                       |                   |                       |           |                        |
| 20 | 8  | «Beginnings: Part 2» «Початок Почав. частина 2»      | Ян Грехам | Тим Хедрікс           | 26 жовтня 2013    | 18 жовтня 2014        | 120       | 1.73                   |
| Кора дізнається історію першого Аватара. Вона розуміє, що їй треба зробити, щоб відновити рівновагу в фізичному і духовному світах. |    |                                                      |           |                       |                   |                       |           |                        |
| 21 | 9  | «The Guide» «Провідник»                              | Колін Хек | Джошуа Гамільтон      | 2 листопада 2013  | 18 жовтня 2014        | 121       | 2.47                   |
| Кора повертається в храм повітря і просить Тензіна бути її провідником у світі духів, але незважаючи на весь свій досвід Тензин не в змозі виконати її прохання. Супроводжувати аватара в її духовному подорожі відправляється Джінора ... В цей час Уналок намагається відкрити Північний портал в світ духів, в результаті чого ранить свого сина Десну. Зазнавши поразки, Уналок звертається за порадою до Вату, темному духу хаосу ...                               |    |                                                      |           |                       |                   |                       |           |                        |
| 22 | 10 | «A New Spiritual Age» «Нова Ера Духів»               | Ян Грехам | Тим Хедрікс           | 2 листопада 2013  | 18 жовтня 2014        | 122       | 2.22                   |
| Увійшовши в Світ Духів, Кора стикається з недружелюбно настроєними духами. |    |                                                      |           |                       |                   |                       |           |                        |
| 23 | 11 | «Night of a Thousand Stars» «Ніч Тисячі Зірок»       | Колін Хек | Джошуа Гамільтон      | 16 листопада 2013 | 18 жовтня 2014        | 123       | 1.87                   |
| Коли Президент Райко піддається нападу, Боліну вдається врятувати ситуацію. |    |                                                      |           |                       |                   |                       |           |                        |
| 24 | 12 | «Harmonic Convergence» «Гармонійне зближення»        | Ян Грехам | Тим Хедрікс           | 16 листопада 2013 | 18 жовтня 2014        | 124       | 1.87                   |
| Кора і її друзі намагаються закрити портал до настання Гармонійного зближення. |    |                                                      |           |                       |                   |                       |           |                        |
| 25 | 13 | «Darkness Falls» «Темрява наступає»                  | Колін Хек | Джошуа Гамільтон      | 21 листопада 2013 | 18 жовтня 2014        | 125       | 2.09                   |
| Підступний план Уналака розкривається перед Корою в новому світлі; Тензіну доведеться зіткнутися зі своїми демонами лицем до лиця. |    |                                                      |           |                       |                   |                       |           |                        |
| 26 | 14 | «Light in the Dark» «Свет во тьме»                   | Ян Грехам | Майкл Данте ДиМартино | 21 листопада 2013 | 18 жовтня 2014        | 126       | 2.09                   |
| Кора знаходить спосіб знищити Темного Духа і тим самим врятувати світ. |    |                                                      |           |                       |                   |                       |           |                        |